# Lista de presidentes do Associazione Calcio Milan
Abaixo uma lista dos presidentes do Associazione Calcio Milan. 

## Lista
| Nome               | Nationalidade | Tempo             |
| ------------------ | ------------- | ----------------- |
| Alfred Edwards     | Inglesa       | 1899 a 1908       |
| Piero Pirelli      | Italiana      | 1908 a 1929       |
| Luigi Ravasco      | Italiana      | 1929 a 1933       |
| Mario Bernazzoli   | Italiana      | 1933 a 1936       |
| Pietro Annoni      | Italiana      | 1936 a 1938       |
| Emilio Colombo     | Italiana      | 1938 a 1939       |
| Achille Invernizzi | Italiana      | 1939 a 1940       |
| Umberto Trabattoni | Italiana      | 1940 a 1954       |
| Andrea Rizzoli     | Italiana      | 1954 a 1963       |
| Felice Riva        | Italiana      | 1963 a 1966       |
| Luigi Carraro      | Italiana      | 1966 a 1967       |
| Franco Carraro     | Italiana      | 1967 a 1971       |
| Federico Sordillo  | Italiana      | 1971 a 1972       |
| Albino Buticchi    | Italiana      | 1972 a 1975       |
| Bruno Pardi        | Italiana      | 1975 a 1976       |
| Vittorio Duina     | Italiana      | 1976 a 1977       |
| Felice Colombo     | Italiana      | 1977 a 1980       |
| Gaetano Morazzoni  | Italiana      | 1980 a 1982       |
| Giuseppe Farina    | Italiana      | 1982 a 1986       |
| Rosario Lo Verde   | Italiana      | 1986 a 1986       |
| Silvio Berlusconi  | Italiana      | 1986 a 2004       |
| Regência           | Italiana      | 2004 a 2006       |
| Silvio Berlusconi  | Italiana      | 2006 a 2008       |
| Li Yonghong        | Chinesa       | 2017 a 2018       |
| Paolo Scaroni      | Italiana      | 2018 a atualmente |